# Camponotus fellah
Camponotus fellah é uma espécie de inseto do gênero Camponotus, pertencente à família Formicidae.